# Vittorio Parigini
Vittorio Parigini (ur. 25 marca 1996 w Moncalieri) – włoski piłkarz występujący na pozycji napastnika we włoskim klubie Como. Wychowanek Pancalieri, w trakcie swojej kariery grał także w takich zespołach, jak Torino, Juve Stabia, Perugia, Chievo, Bari, Benevento, Genoa, Cremonese oraz Ascoli. Młodzieżowy reprezentant Włoch.